# Las Tapias (Córdoba)

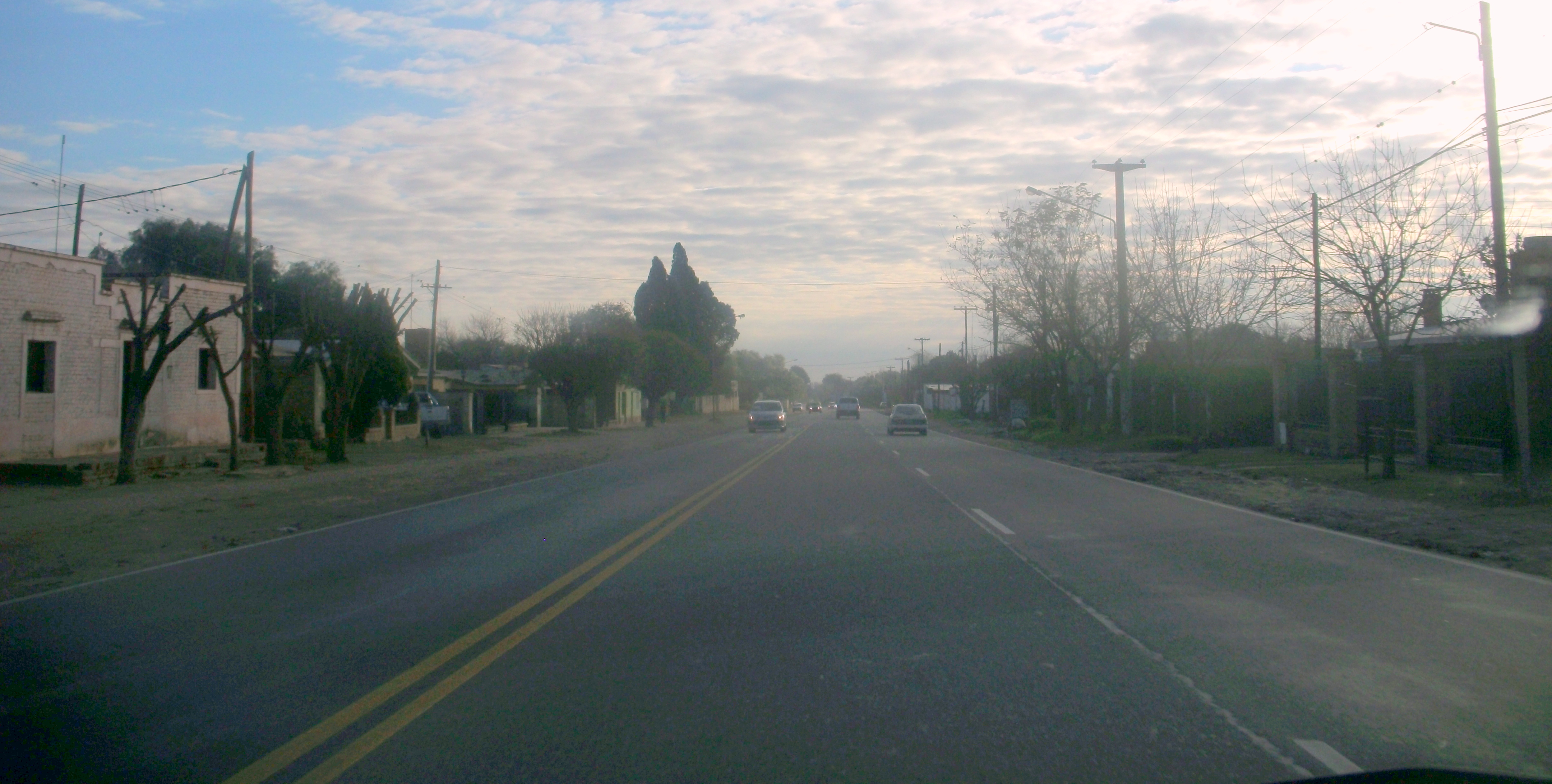
La ruta se vuelve en calle.

Las Tapias es una localidad situada en el departamento San Javier, provincia de Córdoba, Argentina.
Se encuentra situada en el valle de Traslasierra, sobre la ruta provincial 14, a 11 km de Villa Dolores y a 184 km de la ciudad de Córdoba.

## Población
Para los criterios del censo 2001 de INDEC, integraba el área urbana Villa Dolores - Villa Sarmiento - San Pedro - Villa de las Rosas, por existir una continuidad edilicia desde la ciudad de Villa Dolores hacia el este, abarcando tanto Las Tapias, como Villa de Las Rosas.
En cambio, en el censo de 1991, se la incluyó en un área urbana entonces denominada Las Tapias - Villa de las Rosas - Las Chacras Norte - Alto Resboloso - Quebrada de los Pozos, por entender que en ese momento existía continuidad de edificación entre Las Tapias y Villa de Las Rosas (los demás son pequeños parajes asimilables a barrios de esta última), pero no así con la ciudad de Villa Dolores.
Cuenta con 2826 habitantes (Indec, 2022), lo que representa un aumento del 31,4% frente a los 1936 habitantes (Indec, 2010) del censo anterior.
| Gráfica de evolución demográfica de Las Tapias entre 1991 y 2022 |
|                                                                  |
| Fuente: censos nacionales del INDEC                              |

## Economía
La principal actividad económica de la localidad es el turismo, encontrándose entre sus principales atractivos turísticos el Dique Nivelador Boca del Río y el complejo Ecovalle, (en el cual se encuentra un pequeños zoológico) además de su paisaje serrano, sus ríos y sus bosques.
Las actividades nocturnas también son importantes para la economía local, ya que existen en ésta numerosos bares, confiterías, etc.
Otras actividades económicas de importancia para Las Tapias son la producción de ladrillos de alta calidad y la minería (cuarzo, mica, feldespato, mármol ónix, berilo, alleita, uranita y quizás oro).

## Sismicidad
La sismicidad de la región de Córdoba es frecuente y de intensidad baja, y un silencio sísmico de terremotos medios a graves cada 30 años en áreas aleatorias. Sus últimas expresiones se produjeron:
- 22 de septiembre de 1908 (116 años), a las 17.00 UTC-3, con 6,5 Richter, escala de Mercalli VII; ubicación 30°30′0″S 64°30′0″O / -30.50000, -64.50000; profundidad: 100 km; produjo daños en Deán Funes, Cruz del Eje y Soto, provincia de Córdoba, y en el sur de las provincias de Santiago del Estero, La Rioja y Catamarca[3]

- 16 de enero de 1947 (78 años), a las 2.37 UTC-3, con una magnitud aproximadamente de 5,5 en la escala de Richter (terremoto de Córdoba de 1947)[2]

- 28 de marzo de 1955 (70 años), a las 6.20 UTC-3 con 6,9 Richter: además de la gravedad física del fenómeno se unió el desconocimiento absoluto de la población a estos eventos recurrentes (terremoto de Villa Giardino de 1955)

- 7 de septiembre de 2004 (20 años), a las 8.53 UTC-3 con 4,1 Richter

- 25 de diciembre de 2009 (15 años), a las 21.42 UTC-3 con 4,0 Richter